# Benjamin Ritchie
 Benjamin Ritchie, né le 5 septembre 2000 à Burlington, est un skieur alpin américain.

## Biographie
En 2019 à Val di Fassa, il est vice-champion du monde juniors de slalom. Il prend cette année-là la 3e place de la Coupe nord-américaine de slalom.
En 2020, il remporte la Coupe nord-américaine de slalom.
En février 2021, il remporte son premier slalom de Coupe d'Europe dans l'épreuve de Meiringen/Hasliberg. Fin février, il prend une bonne 13e place dans le slalom des Championnats du monde (seniors) à Cortina d'Ampezzo. En mars 2021, il est sacré champion du monde juniors de slalom à Bansko. En avril, il devient champion des États-Unis de slalom à Aspen.
En février 2022, il obtient son premier top-20 en Coupe du monde, en prenant la 20e place du slalom de Garmisch. Fin mars il est vice-champion des États-Unis de slalom à Sugarloaf.
Le 8 janvier 2025, il obtient son premier top-10 en coupe du monde de slalom ave la 8e place de l'épreuve de Madonna di Campiglio. En février il participe à ses troisièmes championnats du monde à Saalbach. Il s'y classe 4e du combiné par équipes (il forme l'équipe des USA 1 avec Ryan Cochran-Siegle). Il termine la saison de coupe du monde en prenant la 17e place du classement de la coupe du monde de slalom en ayant obtenu 3 tops-10. Début avril, il est sacré pour la seconde fois champion des États-Unis de slalom.

## Palmarès

### Championnats du monde
| Épreuve / Édition               | Slalom  | Combiné par équipes |
| Mondiaux 2021 Cortina d'Ampezzo | 13e     | -                   |
| Mondiaux 2023 Courchevel        | 32e     | -                   |
| Mondiaux 2025 Saalbach          | Abandon | 4e                  |

### Coupe du monde
- Meilleur classement général : 50e en 2024-2025 avec 178 points
- Meilleur classement de slalom : 17e en 2024-2025 avec 178 points
- 3 tops-10
- Meilleur résultat sur une épreuve de Coupe du monde de slalom  : 7e à Sun Valley le 27 mars 2025

#### Classements
| Saison / Épreuve | Saison / Épreuve | Général | Général | Descente | Descente | Super G | Super G | Slalom géant | Slalom géant | Slalom | Slalom | Combiné | Combiné | Parallèle | Parallèle |
| ---------------- | ---------------- | ------- | ------- | -------- | -------- | ------- | ------- | ------------ | ------------ | ------ | ------ | ------- | ------- | --------- | --------- |
| Saison / Épreuve | Saison / Épreuve | Class.  | Points  | Class.   | Points   | Class.  | Points  | Class.       | Points       | Class. | Points | Class.  | Points  | Class.    | Points    |
| 2022             | 2022             | 122e    | 19      | -        | -        | -       | -       | -            | -            | 43e    | 19     | -       | -       | -         | -         |
| 2023             | 2023             | 135e    | 13      | -        | -        | -       | -       | -            | -            | 49e    | 13     | -       | -       | -         | -         |
| 2024             | 2024             | 112e    | 23      | -        | -        | -       | -       | -            | -            | 41e    | 23     | -       | -       | -         | -         |
| 2025             | 2025             | 50e     | 178     | -        | -        | -       | -       | -            | -            | 17e    | 178    | -       | -       | -         | -         |

### Championnats du monde juniors
| Épreuve / Édition          | Descente | Super G | Slalom géant | Slalom | Combiné | Team event |
| Mondiaux 2019 Val di Fassa | -        | -       | -            | Argent | -       | Argent     |
| Mondiaux 2021 Bansko       | annulé   | -       | 22e          | Or     | annulé  | annulé     |

### Coupe d'Europe
- 3 courses disputées dont 1 victoire en 2021 dans le slalom de Meiringen/Hasliberg

#### Classements
| Saison / Épreuve | Saison / Épreuve | Général | Général | Descente | Descente | Super G | Super G | Slalom géant | Slalom géant | Slalom | Slalom | Combiné | Combiné |
| ---------------- | ---------------- | ------- | ------- | -------- | -------- | ------- | ------- | ------------ | ------------ | ------ | ------ | ------- | ------- |
| Saison / Épreuve | Saison / Épreuve | Class.  | Points  | Class.   | Points   | Class.  | Points  | Class.       | Points       | Class. | Points | Class.  | Points  |
| 2021             | 2021             | 49e     | 150     | -        | -        | -       | -       | -            | -            | 13e    | 150    | -       | -       |

### Coupe nord-américaine
6 podiums dont 3 victoires

#### Classements
| Saison / Épreuve | Saison / Épreuve | Général | Général | Descente | Descente | Super G | Super G | Slalom géant | Slalom géant | Slalom | Slalom | Combiné | Combiné |
| ---------------- | ---------------- | ------- | ------- | -------- | -------- | ------- | ------- | ------------ | ------------ | ------ | ------ | ------- | ------- |
| Saison / Épreuve | Saison / Épreuve | Class.  | Points  | Class.   | Points   | Class.  | Points  | Class.       | Points       | Class. | Points | Class.  | Points  |
| 2017             | 2017             | 124e    | 6       | -        | -        | -       | -       | -            | -            | 76e    | 6      | -       | -       |
| 2018             | 2018             | 75e     | 46      | -        | -        | -       | -       | -            | -            | 36e    | 46     | -       | -       |
| 2019             | 2019             | 19e     | 343     | -        | -        | -       | -       | -            | -            | 3e     | 343    | -       | -       |
| 2020             | 2020             | 8e      | 510     | -        | -        | -       | -       | 44e          | 30           | 1re    | 480    | -       | -       |

### Championnats des États-Unis
- Champion des États-Unis de slalom en 2021